# Elencos da Ceramica Flaminia
A equipa de ciclismo profissional Ceramica Flaminia tem tido, durante toda a sua história, os seguintes elencos:

## 2006
| Nome                  | Nascimento | Nacionalidade | Equipa de 2005  |
| Adriano Angeloni      | 31.01.1983 | Itália        | Neoprofissional |
| Stefano Boggia        | 25.09.1980 | Itália        |                 |
| Davide Bonuccelli     | 22.09.1982 | Itália        |                 |
| Alexei Chtchebeline   | 13.07.1981 | Rússia        |                 |
| Ivan Degasperi        | 26.07.1981 | Itália        | Team LPR        |
| Gianluca Geremia      | 26.04.1981 | Itália        | Neoprofissional |
| Hubert Krys           | 17.12.1983 | Polónia       | Neoprofissional |
| Aleksandr Kuschynski  | 27.10.1979 | Bielorrússia  | Amore & Vita    |
| Paolo Longo Borghini  | 10.12.1980 | Itália        |                 |
| Tomasz Marczynski     | 06.03.1984 | Polónia       | Neoprofissional |
| Massimiliano Martella | 24.01.1977 | Itália        |                 |
| Julián Muñoz          | 15.08.1983 | Colômbia      |                 |
| Domenico Quagliarella | 03.12.1979 | Itália        |                 |
| Maxim Rudenko         | 12.10.1979 | Ucrânia       | Jartazi-Revor   |
| Manuele Spadi         | 19.10.1981 | Itália        |                 |
| Kristof Szczawinski   | 29.05.1979 | Polónia       |                 |
| Maurizio Varini       | 30.08.1978 | Itália        |                 |

## 2007
| Nome                    | Nascimento | Nacionalidade | Equipa de 2006                   |
| Adriano Angeloni        | 31.01.1983 | Itália        |                                  |
| Andrus Aug              | 22.05.1971 | Estónia       | Acqua & Sapone                   |
| Stefano Boggia          | 25.09.1980 | Itália        |                                  |
| Antonio D'Aniello       | 10.11.1979 | Itália        | Miche                            |
| Vladimir Duma           | 02.03.1973 | Ucrânia       | C.B. Immobiliare-Universal Caffe |
| Cristian Gasperoni      | 15.10.1970 | Itália        | Naturino-Sapore di Mare          |
| Gianluca Geremia        | 26.04.1981 | Itália        |                                  |
| Raffaele Illiano        | 11.02.1977 | Itália        | Colombia-Selle Italia            |
| Mijailo Jalilov         | 03.07.1975 | Ucrânia       | Team LPR                         |
| Hubert Krys             | 17.12.1983 | Polónia       |                                  |
| Tomasz Marczynski       | 06.03.1984 | Polónia       |                                  |
| Domenico Quagliarella   | 03.12.1979 | Itália        |                                  |
| Michele Scotto D'Abusco | 05.03.1983 | Itália        | Ex-pró                           |
| Manuele Spadi           | 19.10.1981 | Itália        |                                  |
| Maurizio Varini         | 30.08.1978 | Itália        |                                  |
| Adam Wadecki            | 23.12.1977 | Polónia       | CCC Polsat Polkowice             |

## 2008
| Nome                          | Nascimento | Nacionalidade | Equipa de 2007          |
| Adriano Angeloni              | 31.01.1983 | Itália        |                         |
| Julian Dario Atehortua Bedoya | 19.06.1983 | Colômbia      | Neoprofissional         |
| Maurizio Biondo               | 15.05.1981 | Itália        | Kio Ene-Tonazzi-DMT     |
| Davide Bonucelli              | 22.09.1982 | Itália        | Neoprofissional         |
| Giampaolo Caruso              | 15.08.1980 | Itália        |                         |
| Gianluca Coletta              | 15.09.1981 | Itália        | Cinelli-Endeka-OPD      |
| Antonio D'Aniello             | 10.11.1979 | Itália        |                         |
| Vladimir Duma                 | 02.03.1973 | Ucrânia       |                         |
| Cristiano Fumagalli           | 28.07.1984 | Itália        | Neoprofissional         |
| Leonardo Giordani             | 27.05.1977 | Itália        | Aurum Hotels            |
| Dainius Kairelis              | 25.09.1979 | Lituânia      | Amore & Vita-McDonald's |
| Mijailo Jalilov               | 03.07.1975 | Ucrânia       |                         |
| Hubert Krys                   | 17.12.1983 | Polónia       |                         |
| Tomasz Marczynski             | 06.03.1984 | Polónia       |                         |
| Ricardo Martins               | 16.03.1982 | Portugal      | Fercase-Rota dos Móveis |
| Luigi Sestili                 | 09.07.1983 | Itália        | Aurum Hotels            |
| Filippo Simeoni               | 17.08.1971 | Itália        | Aurum Hotels            |

## 2009
| Nome                          | Nascimento | Nacionalidade | Equipa de 2008                  |
| Adriano Angeloni              | 31.01.1983 | Itália        |                                 |
| Julian Dario Atehortua Bedoya | 19.06.1983 | Colômbia      |                                 |
| Maurizio Biondo               | 15.05.1981 | Itália        |                                 |
| Giampaolo Caruso              | 15.08.1980 | Itália        |                                 |
| Antonio D'Aniello             | 10.11.1979 | Itália        |                                 |
| Vladimir Duma                 | 02.03.1973 | Ucrânia       |                                 |
| Cristiano Fumagalli           | 28.07.1984 | Itália        |                                 |
| Massimiliano Gentili          | 16.09.1971 | Itália        | Acqua & Sapone                  |
| Leonardo Giordani             | 27.05.1977 | Itália        |                                 |
| Dainius Kairelis              | 25.09.1979 | Lituânia      |                                 |
| Mijailo Jalilov               | 03.07.1975 | Ucrânia       |                                 |
| Alessandro Maserati           | 08.09.1979 | Itália        | LPR Brakes                      |
| Diego Nosotti                 | 26.07.1982 | Itália        | NGC Medical-OTC Indústria Porte |
| Bernardo Riccio               | 21.03.1985 | Itália        | Tinkoff Credit Systems          |
| Enrico Rossi                  | 05.05.1982 | Itália        | NGC Medical-OTC Indústria Porte |
| Luigi Sestili                 | 09.07.1983 | Itália        |                                 |
| Filippo Simeoni               | 17.08.1971 | Itália        |                                 |

## 2010
| Nome                 | Nascimento | Nacionalidade | Equipa de 2009                  |
| Santo Anzà           | 17.11.1980 | Itália        | ISD-Neri                        |
| Filippo Baggio       | 05.06.1988 | Itália        | Néo-pró                         |
| Paolo Bailetti       | 15.07.1980 | Itália        | Fuji-Servetto                   |
| Raivis Belohvoščiks  | 21.01.1976 | Letônia       | Betonexpressz 2000-Limonta      |
| Donato Cannone       | 16.02.1982 | Itália        | Betonexpressz 2000-Limonta      |
| Giampaolo Caruso     | 15.08.1980 | Itália        | Ceramica Flaminia-Bossini Docce |
| Luca Celli           | 23.02.1979 | Itália        | Serramenti PVC Diquigiovanni    |
| Daniele Colli        | 19.04.1982 | Itália        | CarmioOro-A Style               |
| Cristiano Fumagalli  | 28.07.1984 | Itália        | Ceramica Flaminia-Bossini Docce |
| Massimiliano Gentili | 16.09.1971 | Itália        | Ceramica Flaminia-Bossini Docce |
| Leonardo Giordani    | 27.05.1977 | Itália        | Ceramica Flaminia-Bossini Docce |
| Edoardo Girardi      | 22.10.1985 | Itália        | Amica Chips-Knauf               |
| Fabrizio Lucciola    | 13.01.1986 | Itália        | Néo-pró                         |
| Alessandro Maserati  | 08.09.1979 | Itália        | Ceramica Flaminia-Bossini Docce |
| Andrea Noè           | 15.01.1969 | Itália        | Liquigas                        |
| Riccardo Riccò       | 01.09.1983 | Itália        | Suspendido (Saunier Duval 2008) |
| Enrico Rossi         | 05.05.1982 | Itália        | Ceramica Flaminia-Bossini Docce |